# Цинут
Цину́т (рум. ţinut) — волость у Молдавському князівстві, очолювана пиркелабом або старостою.

Цинути Румунії (1939)

Також адміністративно-територіальна одиниця Румунського королівства в 1938—1940 роках, яка включала в себе кілька колишніх жудеців. На чолі цинутів стояли королівські резиденти. 
У минулому кожна з дев'яти церковних областей Бессарабії, які були під владою протопопів (архікнязів, протопресвітерів).